# مكاو أحمر الجبهة
مكاو أحمر الجبهة هو نوع من الببغاء متوطن في بوليفيا وهو مصنف ضمن الأنواع المهددة بخطر الانقراض الأقصى.